# Praça da Independência (Recife)
Praça da Independência é uma praça do Recife, Pernambuco, Brasil.
É a mais antiga praça do centro do Recife. Fica no Bairro de Santo Antônio.
É uma praça de grande movimento no centro da capital Pernambucana. Nela se cruzam ou iniciam logradouros de grande importância na cidade, tais como:
- Rua Duque de Caxias;
- Rua 1º de Março;
- Avenida Dantas Barreto;
- Rua Nova;
- Avenida Guararapes;
- Rua Larga do Rosário;
- Rua Matias de Albuquerque;
- Rua Engenheiro Ubaldo Gomes de Matos.

## Denominações anteriores
Durante o domínio holandês, constava nos mapas da época o local denominado Terreiro dos Coqueiros.
Mudou de denominação várias vezes, sendo chamada de Praça Grande, Praça do Comércio, Praça da Ribeira e Praça da Polé.
Em 1816, após uma reforma, mudou de denominação para Praça da União. Finalmente, em 1833, recebeu o nome atual de Praça da Independência.
Porém, por abrigar o Diario de Pernambuco, a denominação oficiosa, dada pelo gosto popular, é Pracinha do Diário.

## Monumentos
Diario de Pernambuco
O principal monumento da praça é o prédio do Diario de Pernambuco, o mais antigo jornal em circulação na América Latina.
Em sua sacada, em 1945, foi baleado e morto o estudante Demócrito de Souza Filho.
Matriz de Santo Antônio
Matriz do Santíssimo Sacramento de Santo Antônio, construída em 1790 no local onde antes ficava a Casa da Pólvora, do tempo das invasões holandesas.